# Ledu
Ledu (chiń. 乐都区; pinyin: Lèdū Qū) – dzielnica miasta na prawach prefektury Haidong w Chinach, w prowincji Qinghai. W 1999 roku liczyła 290 904 mieszkańców. 
Dawniej Ledu miało status powiatu w ramach prefektury Haidong. Wraz z jej przekształceniem w miasto na prawach prefektury z dniem 8 lutego 2013 roku, weszło w jego skład jako dzielnica.